# Vatica chartacea
Vatica chartacea là một loài thực vật thuộc họ Dipterocarpaceae. Loài này có ở Indonesia và Malaysia.